# NBA Live
NBA Live ist eine Videospielreihe, die von EA Sports entwickelt wird und für diverse Spielkonsolen erschien. Die NBA-Live-Reihe ist eine Mischung aus arcadelastigem und realistischem Gameplay der National Basketball Association.

## NBA Playoffs
Im Jahr 1989 veröffentlichte der Spieleentwickler Electronic Arts das Basketball-Spiel Lakers vs. Celtics and the NBA Playoffs für den PC. Im darauffolgenden Jahr erschien eine Videospielumsetzung für das Super Nintendo und das Sega Mega Drive. Dieses Spiel stellte damals eine Besonderheit dar, da es das erste Spiel mit der offiziellen NBA-Lizenz war. Dem Spieler stehen acht Mannschaften (u. a. die Phoenix Suns, Chicago Bulls) und zwei Spielemodi (Exhibition, Playoffs) zur Auswahl. Die Entwickler haben eine isometrische Perspektive und spezielle Angriffsmuster der NBA Stars (so z. B. Charles Barkleys Gorilla Dunk) im Spiel integriert.
Im Jahr 1992 erschien die Fortsetzung „Bulls vs. Lakers and the NBA Playoffs“ für das Sega Mega Drive. Das Spielprinzip wurde durch einige Neuerungen erweitert. Dem Spieler stehen nun 16 Mannschaften (u. a. die Seattle SuperSonics, Indiana Pacers und New York Knicks) aus der Saison 1991/92 zur Auswahl. Außerdem haben nun die Statistiken der Spieler und Mannschaften einen höheren Stellenwert im Spiel. Der Spieler kann nun im „Multiplayer-Modus“ mit einem weiteren Mitspieler gegen eine andere Mannschaft antreten.
Ein Jahr später erschien mit „Bulls vs. Blazers and the NBA Playoffs“ die Fortsetzung der Playoff-Videospielreihe für das Super Nintendo und das Sega Mega Drive. Im Oktober 1993 kam „NBA Showdown“ für das Sega Mega Drive und das Super Nintendo auf den Markt.
Dieses Spiel bot erstmals alle 27 Mannschaften der Saison 1993/4 und basierte auf der Playoff-Engine.

### Chronologie
| Jahr | Name                | Features                                               |
| ---- | ------------------- | ------------------------------------------------------ |
| 1989 | Lakers vs. Celtics  | NBA Mannschaften und Spieler, und echte Teamspielzüge. |
| 1992 | Bulls vs. Lakers    | Sofortige Spielwiederholung                            |
| 1992 | Team USA Basketball | Internationale Spieler, Multiplayer-Modus              |
| 1993 | Bulls vs. Blazers   | Basketballspiel von EA Sports                          |
| 1994 | NBA Showdown 94     | Alle NBA-Mannschaften                                  |

## NBA Live

### NBA Live 95
Im Jahr 1994 erschien mit „NBA Live 95“ der erste Teil der NBA-Live-Reihe, die sich innerhalb der nächsten Jahre zu einer bekannten und beliebten Basketball-Videospielreihe entwickelte. NBA Live 95 war eine verbesserte Version der NBA Playoff-Reihe mit aktuellen Spielerdaten und einer besseren Grafikengine. Das Spiel erschien für das Super Nintendo, Sega Mega Drive und den PC und bot dieselben Spielmodi (Exhibition, Saison und Playoff Spiel), die es bereits in der Playoff-Reihe gab.

### NBA Live 96
NBA Live 96, das im Jahr 1995 für wesentlich mehr Plattformen (Super Nintendo, Sega Mega Drive, PlayStation, Game Boy und PC) erschien, war ein Update mit aktuellen Spieler/Mannschaftsdaten.

### NBA Live 97
In NBA Live 97 konnte der Spieler seine eigene Mannschaft erstellen und sie durch erfolgreiche Spiele verbessern. Im „Create Player“-Menüpunkt kann man den Namen, das Aussehen (Höhe, Gewicht, Links/Rechtshänder) sowie die Position bestimmen.

### NBA Live 98
Im November 1997 erschien NBA Live 98 für das Super Nintendo (nur US-Version), Sega Mega Drive, Sega Saturn, die PlayStation und den PC. Im Gegensatz zu seinem Vorgänger, NBA Live 97, bot der neuste Teil der NBA-Live-Reihe einige Neuerungen. Die Entwickler haben dem Spiel einige neue Wurftechniken und Bewegungsmanöver hinzugefügt, die dafür sorgen, dass das Spiel einen realistischen Eindruck vermittelt. So kann man jetzt z. B. mit einer Spielfigur ein Crossover ausführen oder mit dem „Fade-away jump shot“ (ein weiterentwickelter Sprungwurf) den Ball in den Korb werfen. Das Spiel bietet neben einem zusätzlichen „Manager Modus“ und dem Three-Point Shootout (Dreipunktewettbewerb) auch eine neue Grafikengine. In NBA Live 98 verwenden die Entwickler erstmals das Motion-Capture-Verfahren, das es ermöglicht, menschliche Bewegungen in ein von Computern lesbares Format umzuwandeln.

### NBA Live 99
Ein Jahr später erschien NBA Live 99 für die PlayStation, das Nintendo 64 und den PC. Neben den „typischen“ Neuerungen wie neue Animationen, aktuelle Spieler/Mannschaftsdaten und verbesserte Grafik, erhält der Spieler die Möglichkeit, neue Free Agents in seine Mannschaft aufzunehmen oder seine Spieler durch andere Spieler einer Mannschaft zu ersetzen (traden).

### NBA Live 2000
Am 17. November 1999 veröffentlichte EA Sports die neuste Version, NBA Live 2000, für die PlayStation, das Nintendo 64 und den PC. NBA Live 2000 gilt laut Spielekritikern und Käufern als der beste Teil der NBA-Live-Reihe. Dies liegt vor allem an der hohen Anzahl der Spielmodi (z. B. der Practice Modus oder 1-on-1) und der Möglichkeit, die All Stars-Mannschaften der Saison 1999/2000 und früher auszuwählen. Außerdem kann man in der PC-Version mit bis zu acht Spielern gegen eine andere Mannschaft online antreten und sogar besondere Spiele aus längst vergangener Zeit nachspielen. Zudem werden nun Sequenzen eingeblendet, wenn sich ein Spieler verletzt oder gefoult wird. Die Spieler können jetzt auch ihre Stimmung am Gesicht ausdrücken. Die Nintendo-64-Version wurde von Spielekritikern dafür kritisiert, dass sie eine deutlich schlechtere Grafik und eine ungenaue Künstliche Intelligenz bot.

### NBA Live 2001
Am 23. Januar 2001 erschien NBA Live 2001 für die PlayStation, PlayStation 2 und den PC. NBA Live 2001 wurde von den Entwicklern nur dezent verbessert und erweitert. Der Spieler kann nun im Online-Modus der PC-Version ein eigenes Spiel erstellen oder sich mit anderen Spielern in Lobbys bzw. den Privaten Bereichen (Private Areas) treffen. Außerdem kann man in der PC-Version sein eigenes Gesicht „einbauen“ und die jeweilige Spielfigur im „Create Player“-Menüpunkt verändern.

### NBA Live 2002
Im selben Jahr veröffentlichte EA Sports die Fortsetzung „NBA Live 2002“ für die PlayStation, PlayStation 2 und Xbox. Für den PC gab es keine Ausgabe. Die Entwickler haben dieses Mal viel Wert auf der Präsentation gelegt, um dem Spieler ein realistisches Spielgefühl zu bieten. Vor jedem Spielbeginn wird die Stimmung der Zuschauer und Spieler in so genannten „Pre-game cinematics“ gezeigt. Zudem sind nun 50 neue Dunk-Animationen integriert worden.

### NBA Live 2003
NBA Live 2003 erschien am 12. November 2002 für die PlayStation, PlayStation 2, Xbox, den GameCube und den PC. Das Rebound – und Block System wurde durch neue Animationen und neue Möglichkeiten verbessert. Mit der neuen „Freestyle“ Steuerung kann der Spieler einfacher dribbeln, den Ball stehlen oder ihn mit dem rechten Analog-Stick in den Korb werfen.

### NBA Live 2004
Am 1. November 2003 erschien NBA Live 2004 für die PlayStation 2, Xbox, den GameCube und den PC. NBA Live 2004 war ein Update, das bis auf aktuelle Spieler/Mannschaftsdaten, Animationen und verbesserter Grafik nur wenig Neuerungen geboten hat.

### NBA Live 2005
Am 27. Oktober 2004 veröffentlichte EA Sports NBA Live 2005 für zahlreiche Konsolen und den PC. Dem Spieler steht ein neuer Spielmodus (NBA All-Star Weekend), neue Animationen und Angriffsmuster sowie die „Freestyle Air Control“ Funktion (Feature) sowie ein verbesserter Dynastie-Modus zur Auswahl. Im Dynasty Modus wird eine 15-jährige Spielzeit einer beliebigen Mannschaft simuliert. Dabei kann der Spieler oder Anwender die Mannschaft wie ein Manager agieren. Der Spieler muss für seine Mannschaft einen Trainingsplan erstellen und dann im Terminkalender den Pflichten nachgehen. Über das PDA-Kommunikationssystem erhält der Spieler Informationen über die Liga sowie deren Spieler und Trainer. Der NBA All-Star Weekend-Menüpunkt ist in vier Events unterteilt: Rookie Challenge, 3 Point Shootout, Slam Dunk Contest und NBA All Star Game. Diese Spielemodi kann der Spieler jederzeit frei wählen und anspielen. Mit der Freestyle Air Control-Funktion kann der Spieler einen „Monsterdunk“ machen, indem man zuerst den Dunk einleitet und ihn dann mit einer der vier Padtasten bestätigt.

### NBA Live 06
NBA Live 06 erschien am 6. Oktober 2005 für die PlayStation 2, PSP, Xbox, den GameCube und den PC. Die Xbox-360-Version von NBA Live 06 erschien am 2. Dezember 2005 in Deutschland. Diese Version wurde in der Fachpresse sehr umstritten aufgenommen, da sie weniger Spielmodi, kaum Neuerungen und eine ruckelnde Grafik bot.

### NBA Live 07
Im Herbst 2006 erschien NBA Live 07. Es bietet kaum Änderungen in den Modi jedoch ist die Steuerung stark verbessert. Jetzt kann man schnell, verlängerte Pässe, also Tip-Pässe spielen; zudem hat man die volle Kontrolle (Total Freestyle Control) über jeden Spieler. Als Funktionen gibt es den X-Factor mit dem ein erfahrener Spieler für kurze Zeit zum Superstar wird und im entscheidenden Moment das Spiel lenkt.
Zudem gibt es weitere Anzeigen und Faktoren, die man als Spieler beachten muss, wie die Momentum-Anzeige, die Spielintensität, die Teamchemie (Moral) und die mit mehr Faktoren berechnete Spielerermüdung.

### NBA Live 08
Im Herbst 2007 erschien NBA Live 08 für die PS2, PS3, PSP, Xbox 360 für Wii und für den PC. Kaum Änderungen gegenüber 07. In der Grafik ein wenig verbessert.

### NBA Live 09
Im Herbst 2008 erschien NBA Live 09 für die PS2, PS3, PSP, Xbox 360 und für die Wii. Für den PC gab es keine Ausgabe. In der Spielgrafik ein Stückchen gegenüber Live 08 verbessert. Sonst keine großen Änderungen.

### NBA Live 10
Im Oktober 2009 erschien seit langer Zeit wieder ein NBA-Spiel von EA Sports, das sowohl bei Fans als auch bei Kritikern positive Resonanz hervorbrachte. Obwohl man noch nicht auf dem sehr hohen Niveau der Konkurrenz war, wurde der Abstand zu NBA-2K-Reihe von 2K Sports weiter verkürzt. Das Abwerben des Gameplay Designers Mike Wang von 2K Sports zeigt erste Auswirkungen. Spielerisch und optisch war NBA Live 10 besser als die Jahre zuvor.

### NBA Live 14
Im November 2013 erschien NBA Live 14 für die Xbox One und PlayStation 4.

### Chronologie
| Jahr          | Spieler auf dem Cover                                                            | Plattform(en)                                                           |
| ------------- | -------------------------------------------------------------------------------- | ----------------------------------------------------------------------- |
| NBA Live 95   | 7 Spieler aus den NBA Finals 1994, Knicks vs. Rockets                            | PC, Sega Mega Drive, Super Nintendo                                     |
| NBA Live 96   | Shaquille O’Neal                                                                 | PC, PlayStation, Game Boy, Sega Mega Drive, Super Nintendo              |
| NBA Live 97   | Mitch Richmond                                                                   | PC, PlayStation, Sega Mega Drive, Super Nintendo, Sega Saturn           |
| NBA Live 98   | Tim Hardaway                                                                     | PC, PlayStation, Sega Mega Drive, Super Nintendo, Sega Saturn           |
| NBA Live 99   | Antoine Walker                                                                   | PC, PlayStation, Nintendo 64                                            |
| NBA Live 2000 | Tim Duncan                                                                       | PC, PlayStation, Nintendo 64                                            |
| NBA Live 2001 | Kevin Garnett Arvydas Sabonis, Pau Gasol                                         | PC, PlayStation, PlayStation 2                                          |
| NBA Live 2002 | Steve Francis                                                                    | PlayStation, PlayStation 2, Xbox                                        |
| NBA Live 2003 | Jason Kidd                                                                       | PC, PlayStation, PlayStation 2, Xbox, GameCube                          |
| NBA Live 2004 | Vince Carter                                                                     | PC, PlayStation 2, Xbox, GameCube                                       |
| NBA Live 2005 | Carmelo Anthony Tony Parker                                                      | PC, PlayStation 2, Xbox, GameCube                                       |
| NBA Live 06   | Dwyane Wade Yūta Tabuse, Tony Parker, Pau Gasol                                  | PC, PlayStation 2, Xbox, Xbox 360, GameCube, PSP                        |
| NBA Live 07   | Tracy McGrady Dirk Nowitzki, Tony Parker/Boris Diaw, Pau Gasol                   | PC, PlayStation 2, PlayStation 3, Xbox (nicht in Europa), Xbox 360, PSP |
| NBA Live 08   | Gilbert Arenas Dirk Nowitzki, Andrea Bargnani, Pau Gasol, Tony Parker/Boris Diaw | PC, PlayStation 2, PlayStation 3, Xbox 360, PSP, Wii                    |
| NBA Live 09   | Tony Parker Luol Deng, Andrea Bargnani, Pau Gasol                                | PlayStation 2, PlayStation 3, Xbox 360, PSP                             |
| NBA Live 10   | Dwight Howard Luol Deng, Andrea Bargnani, Pau Gasol                              | PlayStation 2, PlayStation 3, Xbox 360, PSP, iOS, Handy, Nintendo DS    |
| NBA Live 14   | Kyrie Irving                                                                     | Xbox One, PlayStation 4                                                 |